# Graumühle (Münden)
Die Graumühle, zeitweise auch als Grabenmühle bezeichnet, war eine aus der Zeit des Mittelalters stammende Wassermühle an der Fulda im südniedersächsischen Hann. Münden. Die in verschiedenen Bauperioden im 18. und 19. Jahrhundert erweiterte Mühlenanlage wurde im 20. Jahrhundert abgerissen. Auf den Grundmauern der Mühle entstand 1999 ein Laufwasserkraftwerk zur Stromerzeugung.

## Geschichte
Die Graumühle stand auf der Kasseler Schlagd außerhalb der mittelalterlichen Stadtbefestigung Mündens. Sie nutzte das Wasser eines Fuldaarms, der durch den Eselwerder gebildet wird. Diese Wasserrinne ist bereits während des Mittelalters zu einem Mühlengraben ausgebaut  worden. Die erste Erwähnung der im Eigentum der welfischen Herzöge stehenden Mühle  datiert auf 1398, als sie im Abgabenbuch des Welfenschlosses Münden als grauenmolen aufgeführt wird. Laut den Aufzeichnungen bestanden zu dieser Zeit mit der Blümer Mühle, der Graumühle und der Werdermühle auf dem Tanzwerder drei Mühlen im Ort. Entsprechend der damaligen Mühlengerechtigkeit stand die Graumühle in hoheitlichem Besitz. Nach den Welfen waren dies als Rechtsnachfolger das Königreich Hannover und ab 1866 der preußische Staat. 1794 wurde die Graumühle durch ein mehrstöckiges Fachwerkgebäude vergrößert. Die Mühle besaß drei unterschlächtige Wasserräder. Sie wurden 1875 durch zwei Francis-Turbinen ersetzt. In der zweiten Hälfte des 19. Jahrhunderts war die Mühle zu einem industriellen Mühlenbetrieb mit mehrgeschossigen Backsteinbauten ausgebaut worden. Im 20. Jahrhundert war das Bundesland Niedersachsen Eigentümer der Mühle und schenkte sie 1957 der Stadt Hannoversch Münden. 1958 wurden die Getreide- und die Ölmühle des Betriebes stillgelegt. Danach diente die Mühle als Lagergebäude. Der Schenkungsauflage, die Mühlengebäude abzureißen, kam die Stadt im Zuge der Altstadtsanierung 1976 nach.
Am früheren Standort der Wassermühle entstand in den Jahren 1998 und 1999 ein Laufwasserkraftwerk mit zwei Kaplan-Turbinen, das seither zur örtlichen Stromversorgung beiträgt. Dabei wurden die Grundmauern des vorherigen Mühlengebäudes aus dem 17. Jahrhundert und der noch vorhandene Turbinenkeller genutzt. Die Turbinen der Anlage haben eine Höchstleistung von 220 kW in der Stunde und decken laut Betreiberangaben den Strombedarf von rund 450 Haushalten ab.

### Name
In ihrer Geschichte trug die Wassermühle verschiedene Bezeichnungen. Wahrscheinlich wurde der ursprüngliche Name Grabenmühle als Graumühle missverstanden. Später kamen Bezeichnungen nach den Pächtern auf, wie Mündersche Mühle nach der Müllerfamilie Münder, die sie im 19. und 20. Jahrhundert betrieb. Später bürgerte sich Tauersche Mühle nach dem Mündener Bürger Willi Tauer ein, der sie ab 1959 in Pacht hatte.

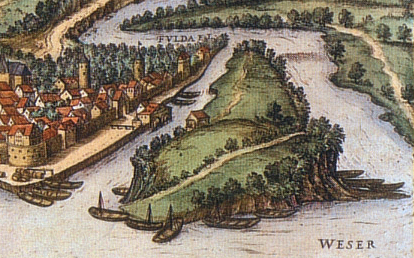
Früheste Darstellung der Graumühle (1585) gegenüber dem Tanzwerder mit der Werdermühle
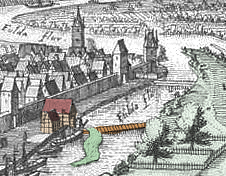
Darstellung des Mühle mit einem Steg über den Eselwerder zum Tanzwerder durch Merian um 1654 (Ausschnitt)
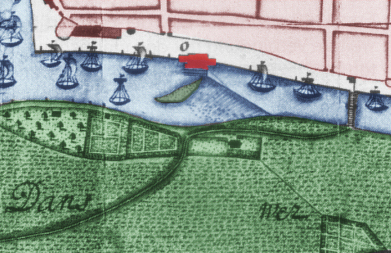
Lage der Graumühle an der Kasseler Schlagd und dem Eselwerder, 1728
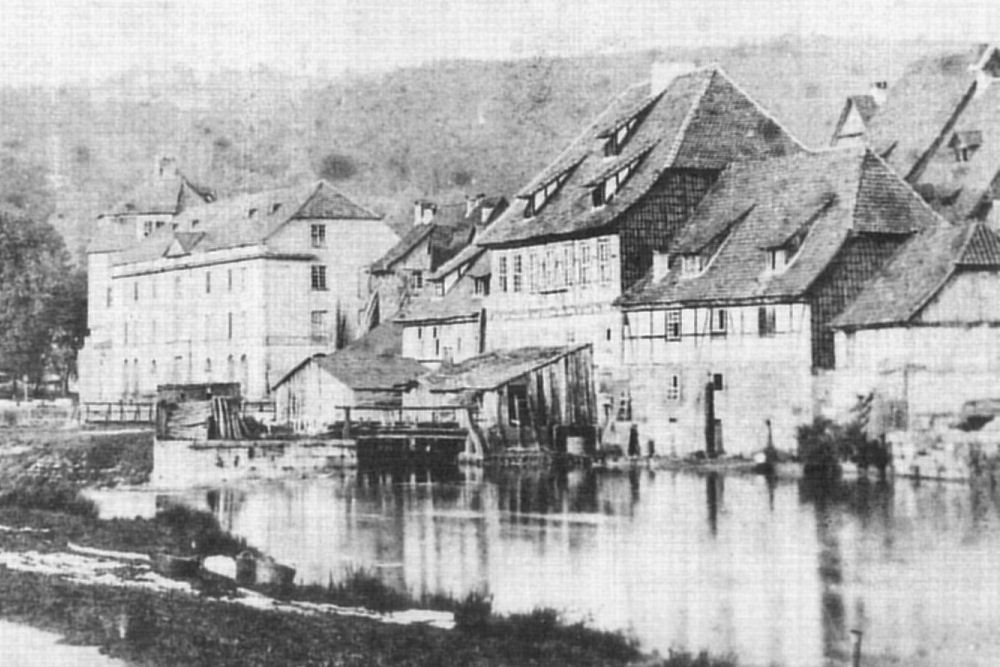
Die Mühle um 1900, links der Alte Packhof
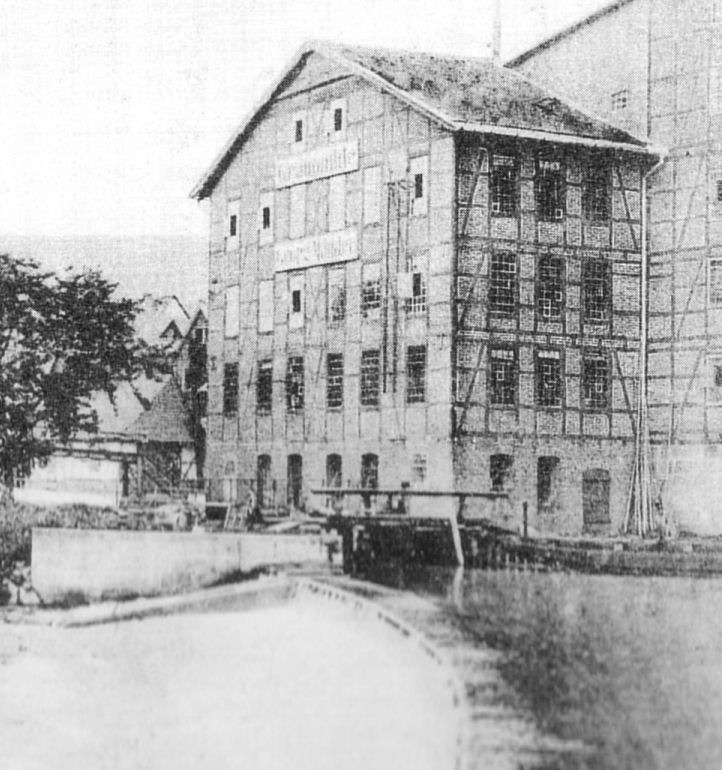
Erweiterte Mühle um 1915
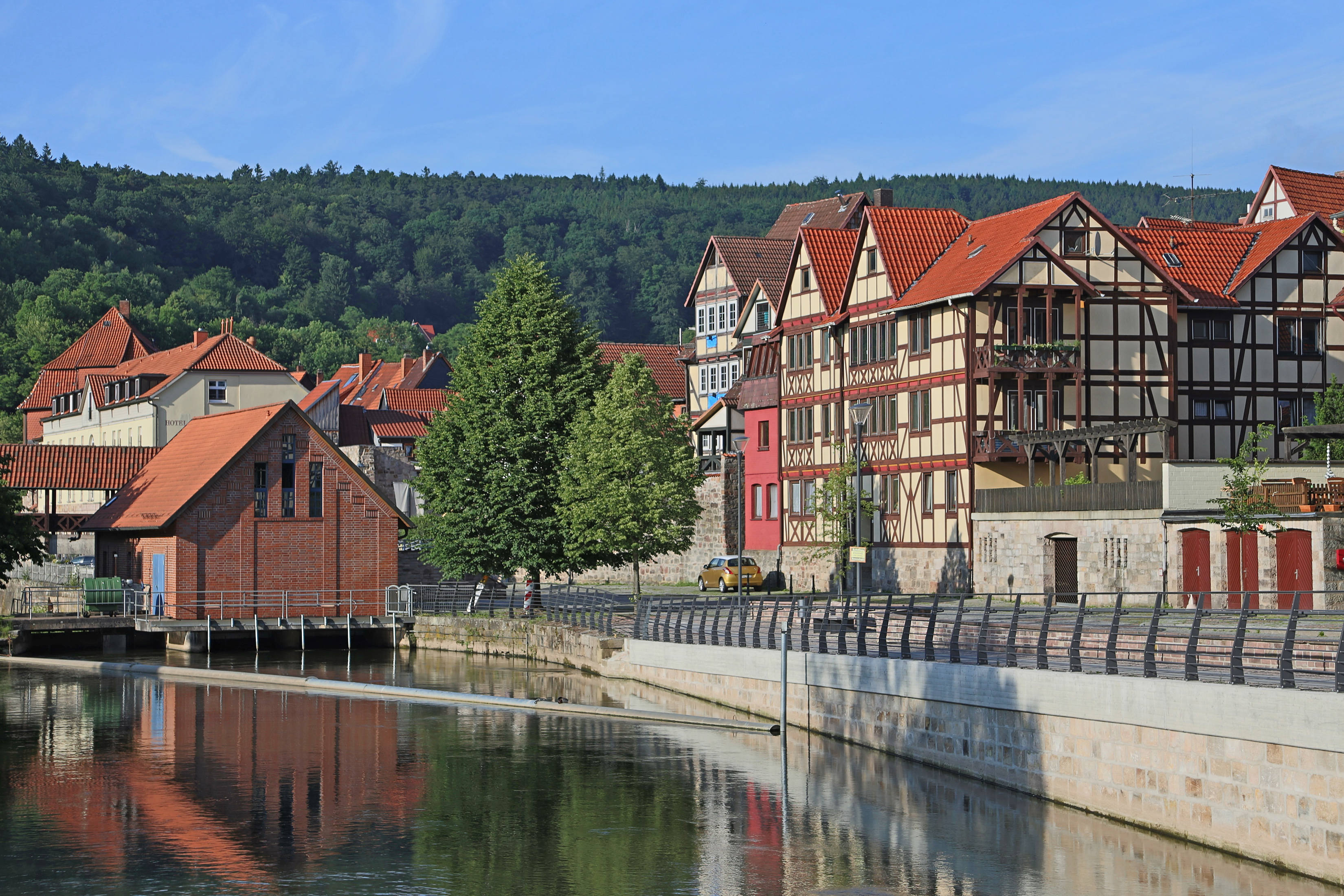
Laufwasserkraftwerk am früheren Standort der Graumühle, 2016